# Коледино (Минская область)
Коледино (бел. Каледзіно́) — деревня в Молодечненском районе Минской области Беларуси, в составе Тюрлевского сельсовета. Расположено 35 хозяйств, 89 жителей (2010).
12 июня 1958 года деревня Коледино передана в состав Тюрлевского сельсовета из Хожовского сельсовета.

## География
Ближайшие населённые пункты — Молодечно, Кукловщина, Носилово, Вытроповщина, Тюрли.
Коледино находится возле посёлка Вытроповщина. Коледино примыкает к юго-западу Молодечно. В деревне находится ж/д платформа Коледино на линии Молодечно—Лида.Через деревню не проходят автомобильные дороги. Водоёмов в посёлке тоже нет.

### Транспорт
В Коледино ходит автобус № 17 с направлением "Коледино — автовокзал".

## История
Первое упоминание относится к XVI веку. В 1708 году деревня, 22 двора, имение пана Х. Торского. После 2-го раздела Речи Посполитой (1793) в Российской империи. В 1799 году имение С. Прушинского. В XIX веке имение в Лебедевской волости Вилейского повета Виленской губернии. В 1904 году имение помещицы Сицинской. 
С февраля до декабря 1918 года деревня оккупирована войсками кайзеровской Германии. С июля 1919 года до июля 1920 года, и с октября 1920 года — войсками Польши. 
С 1919 года в БССР. С 1921 года в составе Польши, в Лебедевской гмине. С 1939 года в БССР, с 12 октября 1940 года в Носиловском сельсовете. 
Во время Великой Отечественной войны с конца июня 1941 года до начала июля 1944 года оккупирована немецко-фашистскими захватчиками. С 20 сентября 1944 года в Молодечненской области. Входила в состав Хожовского сельсовета. С 12 июня 1958 года в Тюрлевском сельсовете, с 20 января 1960 года в Минской области.

## Население

### Численность
- 2019 год — 82 жителей

### Динамика
- 1708 год — 22 двора
- 2009 год — 94 жителей
- 2010 год — 35 хозяйств, 89 жителей
- 2019 год — 82 жителей